# Werauhia van-hyningii
Werauhia van-hyningii là một loài thuộc chi Werauhia. Đây là loài đặc hữu của México.